# Florin Tene
Florin Tene (Bucarest, 10 novembre 1968) è un ex calciatore rumeno, di ruolo portiere.

## Palmarès

### Club

#### Competizioni nazionali
- Campionato rumeno: 1

Dinamo Bucarest: 1991-1992
- Coppa di Romania: 1

Gloria Bistrița: 1993-1994
- Supercoppa di Romania: 1

Steaua Bucarest: 1998